# Monteleone di Puglia

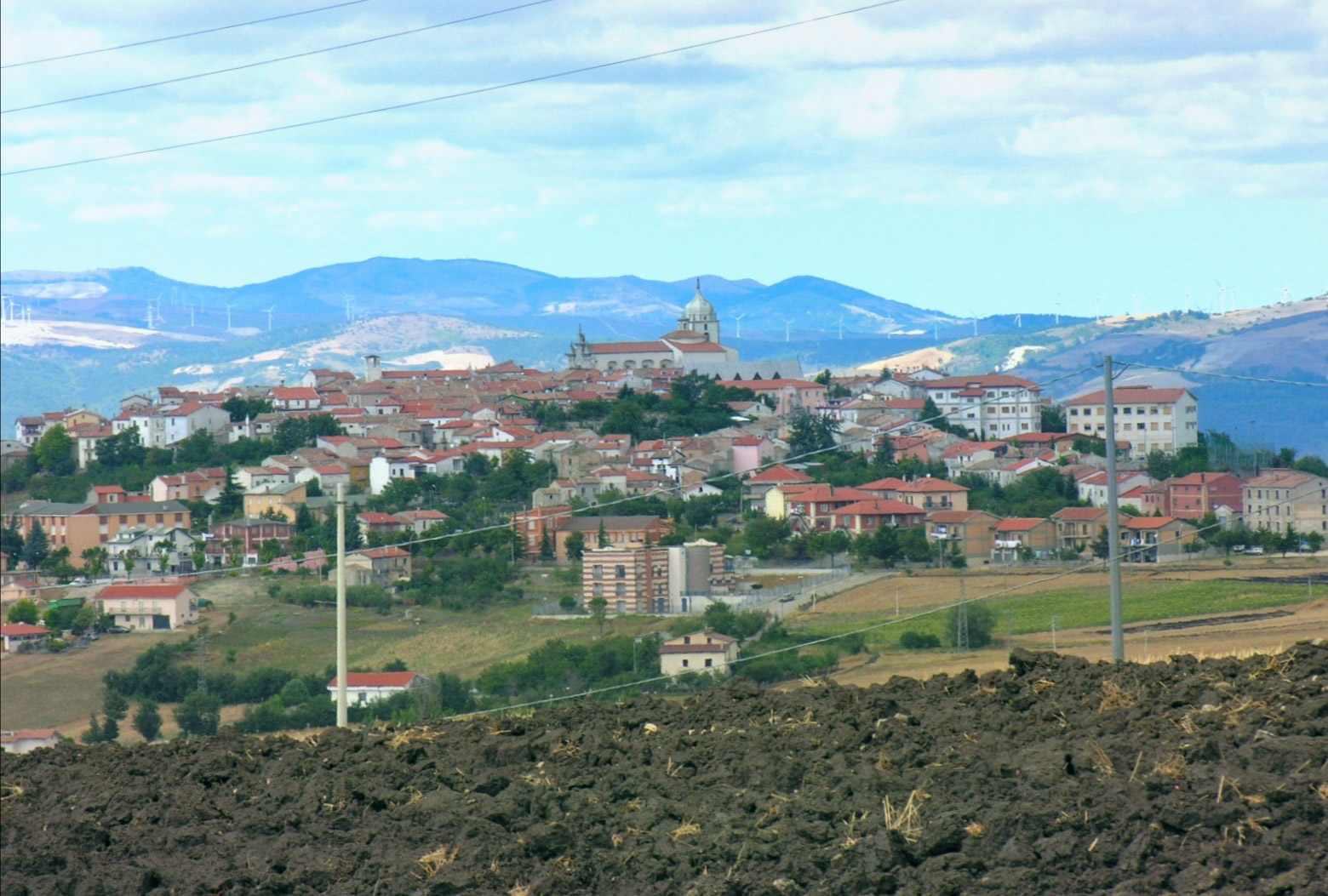
Panorama über Monteleone

Monteleone di Puglia ist eine süditalienische Gemeinde (comune) in der Provinz Foggia in Apulien. Die Gemeinde grenzt an die Provinz Avellino und der Region Kampanien. Die Gemeinde war Teil der Comunità Montana dei Monti Dauni Meridionali.
Die Gemeinde liegt etwa 40 Kilometer südwestlich von Foggia und etwa 40 Kilometer östlich von Benevento.

## Geschichte
Die erste urkundliche Erwähnung datiert auf das Jahr 1024. Die Gemeinde war nie von überörtlicher Bedeutung. Die Bevölkerung ist in den vergangenen 60 Jahren von knapp 5000 Einwohnern auf weniger als 1500 zurückgegangen.

## Verkehr
Durch die Gemeinde führt die Strada Statale 91bis Irpina.

## Söhne und Töchter
- Joe Volpe (* 1947), kanadischer Politiker